# S/2003 J 16
S/2003 J 16是环绕木星运行的一颗卫星。它在2003年被由布雷特·J·格拉德曼領導的一個天文小組發現。

## 概述
S/2003 J 16的直徑約2公里，公轉軌道的平均半徑為20.744 Gm，公轉周期610.362日，軌道傾角151°，軌道離心率為0.3185。